# طبخ بالتحريض

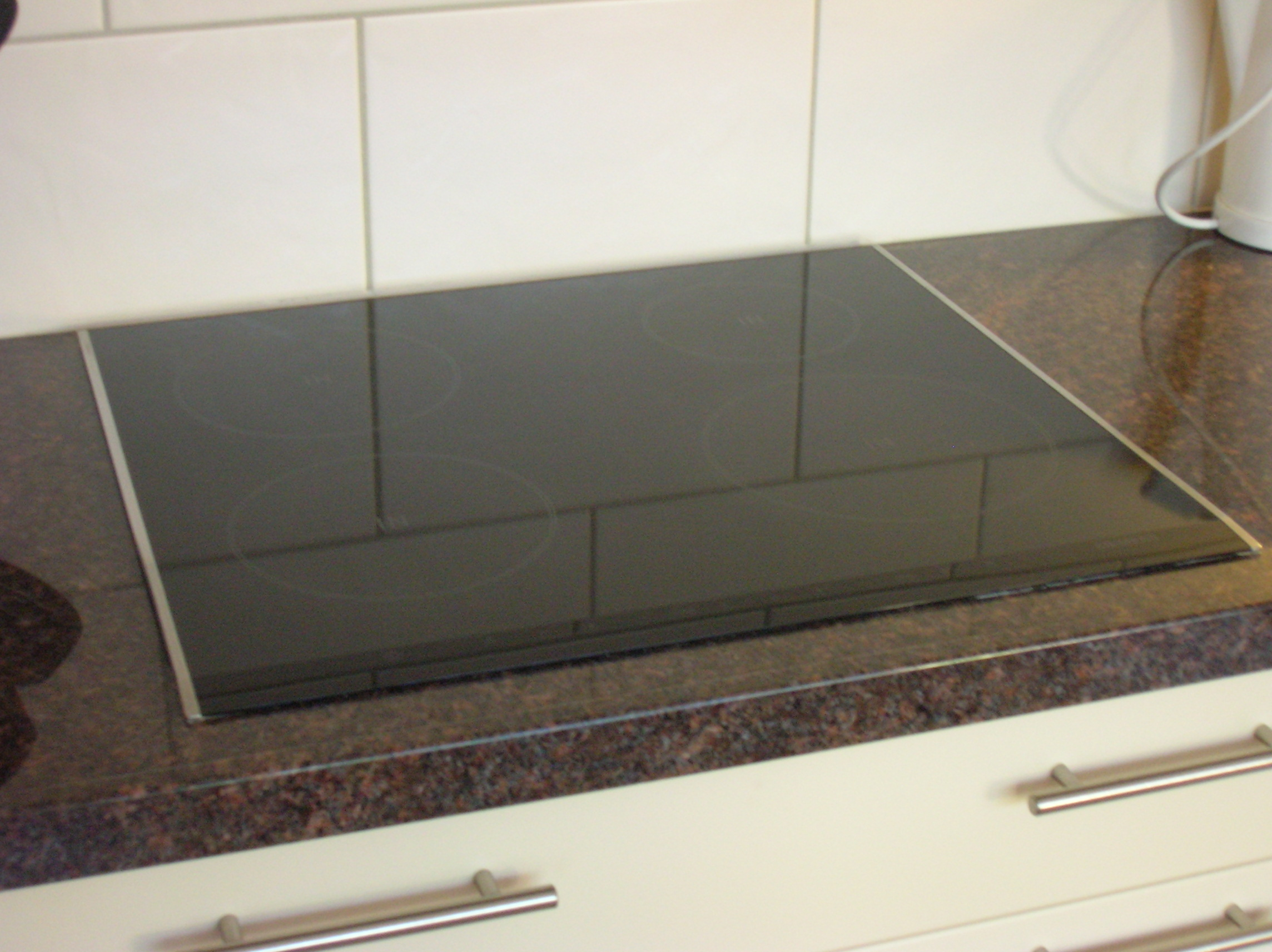
منظر علوي لموقد يعمل بالتحريض

في الطبخ بالتحريض، يسخّن وعاء الطبخ بحرارة التحريض، بدلاً من نقل الحرارة من الملفات الكهربائية أو لهب الغاز كما في موقد المطبخ التقليدي. وفي جميع أنواع مواقد التحريض؛ يجب أن يكون وعاء الطبخ مصنوعاً من مادة ذات مغناطيسية حديدية مثل حديد الصب أو الفولاذ المقاوم للصدأ. يمكن وضع قرص معدني وسيط حتى يصبح بالإمكان استخدام أوعية مصنوعة من النحاس والألومنيوم والزجاج.
في طباخ التحريض يوضع ملف نحاسي تحت وعاء الطبخ. ويتدفق تيار متناوب في الملف، مما ينتج حقل مغناطيسي متذبذب، يسخن الوعاء. بالرغم من أن التيار المستخدم كبير إلا أنه ينتج باستخدام جهد منخفض.
طباخ التحريض أسرع ويستخدم الطاقة بشكل أكثر فعالية وكفائة من سطح الطبخ الكهربائي التقليدي. حيث يسمح بتحكم آني بطاقة الطبخ مثل موقد الغاز. في حين أن بعض طرق الطبخ تستخدم اللهب أو مكونات محمرة من شدة التسخين؛ فإن الطبخ بالتحريض يسخن فقط الوعاء. وبما أن سطح الطباخ بالتحريض يسخن فقط بسبب ملامسته للوعاء، فإن احتمال الإصابة بحروق أقل بكثير منها في الطرق الآخرى. أثر التحريض لا يسخن مباشرة الهواء حول الوعاء، مما يعطي كفائة أعلى باستخدام الطاقة. يتم تبريد المكونات الإلكترونية عن طريق تمرير تيار هوائي خلالها، ويخرج أسخن بقليل من درجة حرارة الجو المحيط.
الخواص المغناطيسية للأوعية الفولاذية تركز التيار المُحرَّض في طبقة رقيقة قرب السطح، مما يجعل أثر التسخين أقوى. أما في المواد غير المغناطيسية كالألومينيوم، فإن الحقل المغناطيسي يخترقها عميقاً، مما يؤدي إلى تعرض التيار المُحرَّض إلى مقاومة ضعيفة. كما يوجد طباخ بالتحريض عالي التردد يعمل على «جميع المعادن»، حيث يعمل بكفائة أقل مع أوعية الطبخ غير المغناطيسية.

## التصميم

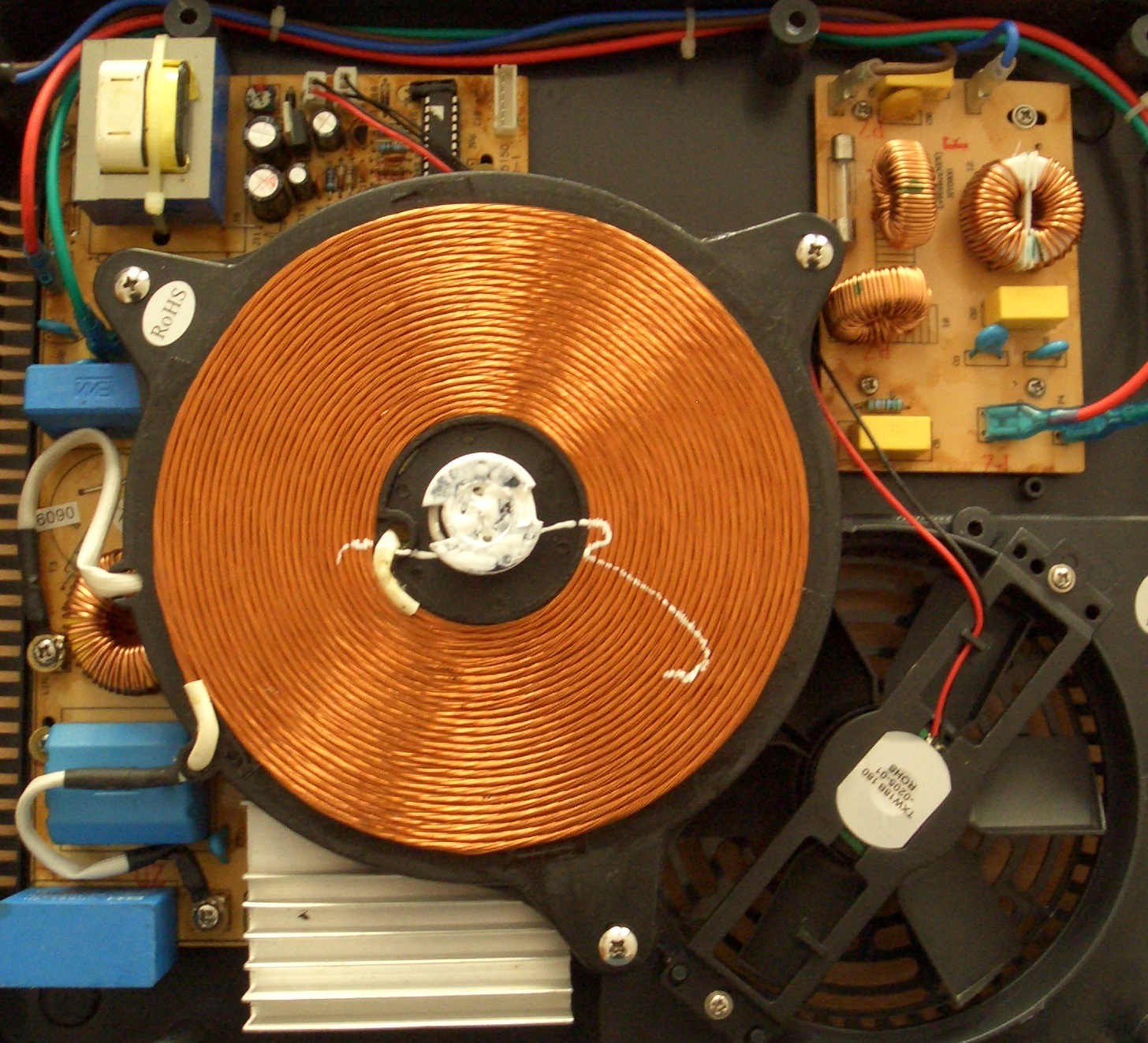
منظر داخلي لطبّأخ بالتحريض: ملف نحاسي كبير لتشكيل الحقل المغناطيسي ومروحة التبريد أسفل منه ومصدر الطاقة ومرشح الخط

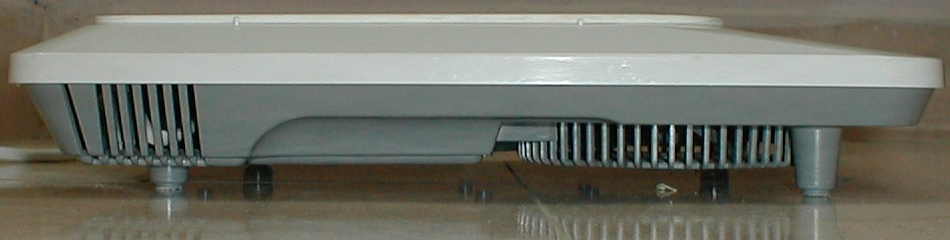
منظر جانبي لموقد يعمل بالتحريض

ينقل طبّأخ التحريض الطاقة عن طريق التحريض الكهرومغناطيسي من الملف إلى الوعاء المعدني والذي يجب أن يكون مصنوعاً من مواد مغناطيسية حديدية. يوضع الملف تحت سطح الطبخ، ويمرر خلاله تيار متناوب كبير. فيولد التيار حقل مغناطيسي ديناميكي. وعندما يوضع وعاء ناقل للكهرباء قريباً من سطح الطبخ، فإن الحقل المغناطيسي يحرض تيارات دوامية في الوعاء. تتحرك التيارات الدوامية خلال المقاومة الكهربائية للوعاء منتجة للحرارة، وبعدها يسَخّن الوعاء الطعام داخله عن طريق التوصيل الحراري.
يصنع وعاء الطبخ من الحديد أو الفولاذ المقاوم للصدأ. زيادة النفاذية الكهرومغناطيسية للمادة تنقص من التأثيرالسطحي، مما يركز التيار بالقرب من سطح المعدن ويؤدي إلى زيادة المقاومة الكهربائية. ستهدر بعض الطاقة وتتبدد نتيجة المقاومة الكهربائية للتيار في سلك الملف. ولتخفيف من التأثير السطحي والحرارة المتولدة في الملف كنتيجة لذلك، يصنع الملف من سلك ليتز، وهو حزمة من الأسلاك المتوازية المعزولة الصغيرة. الملف فيه العديد من اللفات، في حين أن قعر وعاء التسخين يشكل دارة قصر مفردة. وهذا يعمل كمحول كهربائي يقلل الفولطية ويزيد التيار. مقاومة وعاء الطبخ، تبدو أكبر بالنسبة للملف الرئيسي. في حين أن معظم الطاقة تتحول إلى حرارة في الفولاذ عالي المقاومة، ويبقى الملف المولد للحقل المغناطيسي بارداً.
يصنع سطح الطبخ من زجاج سيراميكي، والذي يعتبر ناقل حراري سيئ، مما يضيع جزء ضيئل فقط من الطاقة من أسفل الوعاء. في الأحوال العادية يبقى سطح الطبخ بارداً كفاية بحيث يمكن لمسه دون التعرض لإصابة بعد إزالة وعاء الطبخ.
يمكن أن يملك طباخ التحريض الواحد منطقة تحريض واحدة أو اثنتين أو ثلاثة أو أربعة، والنموذج الرباعي هو أكثرها شيوعاً في الولايات المتحدة وأوروبا والثنائي في هونك كونج والثلاثي في اليابان. بعضها يملك عناصر تحكم حساسة باللمس. وبعضها لديه عناصر للتحكم بالزمن الذي سيتم تطبيق الحرارة فيه. وأحد المصنّعين يقدم منتجاً فيه سطح طبخ لا يوجد عليه مناطق محددة، مما يتيح استخدام خمسة أوعية معاً في أي مكان على سطح الطبخ، وليس في مناطق محددة مسبقاً.
الطباخات الصغيرة المحمولة هي رخيصة نسبياً، ويبلغ سعرها حوالي 20$ أمريكي في بعض الأسواق.

### أوعية الطبخ

قد تحمل أدوات الطبخ رمزاً يدل على توافقها مع طباخ التحريض.

أدوات الطبخ المستخدمة مع سطح طباخ التحريض هي مشابهة لتلك المستخدمة في المواقد الأخرى. بعض الأدوات أو أغلفتها يكون عليها علامة تشير إلى توافقها مع التسخين بالتحريض أو الغاز أو الكهرباء. يعمل الطبخ بالتحريض بشكل جيد مع أي وعاء فيه نسبة حديد مرتفعة في القاعدة. تعمل أوعية حديد الصب وأي أوعية حديدية على سطح الطبخ بالتحريض. وتعمل أوعية الفولاذ المقاوم للصدأ في حال كانت قاعدتها من فولاذ مقاوم للصدأ من الدرجة المغناطيسية. وإذا تم لصق مغناطيس بشكل جيد على أسفل الوعاء فإنه سيعمل كما يجب على سطح الطبخ بالتحريض. يعمل الطباخ «لجميع المعادن» على أدوات الطبخ غير الحديدية، لكن لا يتوفر منه إلا نماذج محدودة.
يلزم للقلي استخدام مقلاة قاعدتها ناقل حراري جيد لنشر الحرارة بسرعة ومساواة. إما أن يكون أسفل المقلاة طبقة فولاذية مكبوسة على الألومنيوم، أو طبقة من الفولاذ المقاوم للصدأ فوق الألومينيوم. التوصيل الحراري الجيد للألومنيوم يجعل الحرارة في أرجاء المقلاة أكثر تجانساً. لا تكون درجة الحرارة في قاعدة مقالي الفولاذ المقاوم للصدأ مع قاعدة ألومينوم بنفس الدرجة في الجوانب. المقالي الحديدية تعمل مع سطح الطبخ بالتحريض لكنها ليست موصلاً حرارياً جيداً كالألومنيوم.
عند غلي الماء فإنه يدور وينشر الحرارة ويمنع وجود نقاط ساخنة. من الضروري أن يكون أسفل وعاء ناقل حراري جيد عند استخدامه في تسخين المرق لتوزيع الحرارة بشكل متساوي. ومع المرق السميك يفضل استعمال أوعية مبطنة بالكامل بالألومنيوم، مما يساعد على صعود الحرارة إلى جوانب الوعاء وتسخينه بصورة أسرع وأكثر انتظاماً.[بحاجة لمصدر]

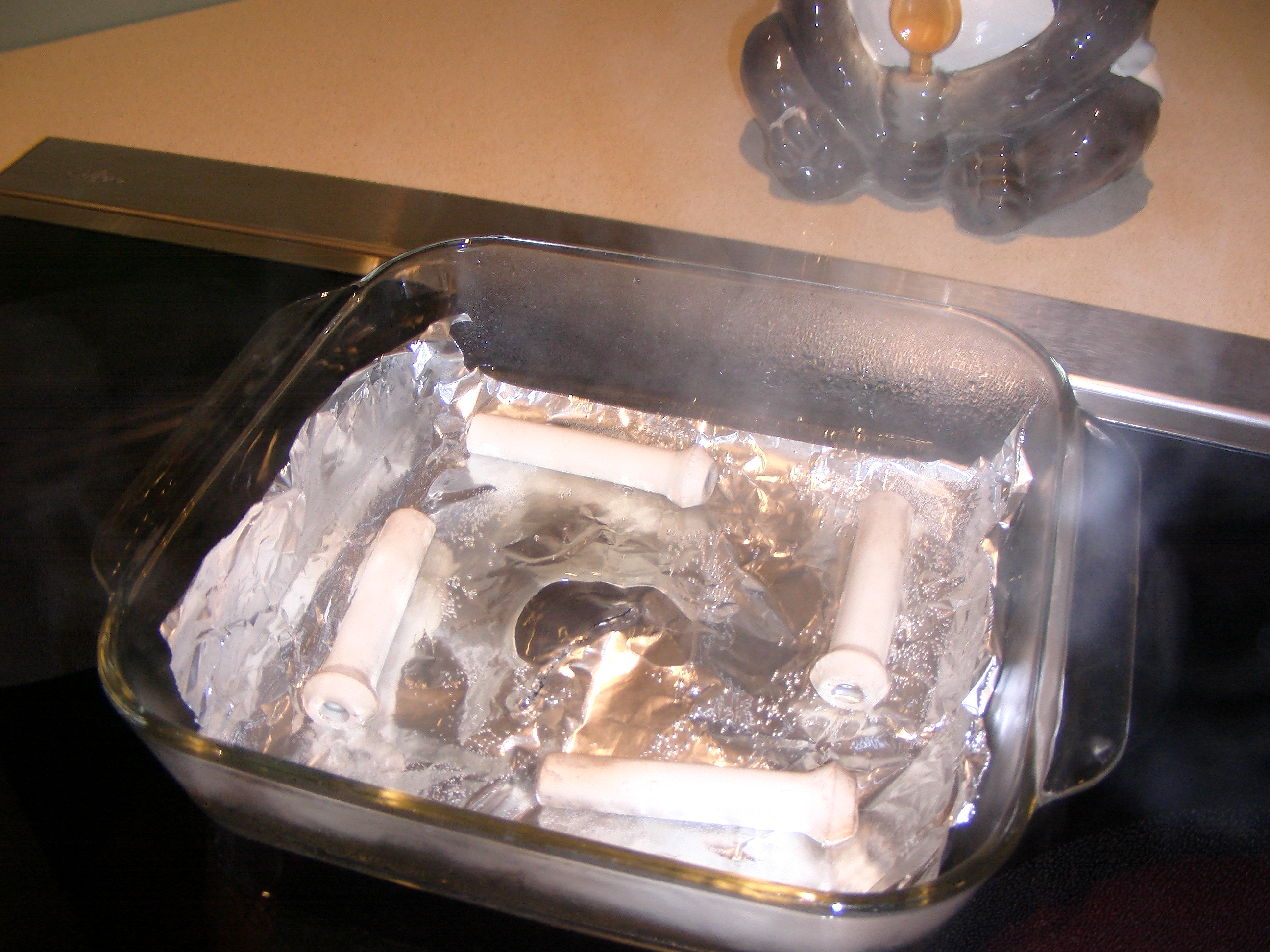
أوراق الألومنيوم المنزلية أرفع بكثير من العمق السطحي للألومنيوم على الترددات المستخدمة في الطبخ بالتحريض. هنا ذابت الورقة مكان تعرضها للهواء حيث تشكل البخار تحتها. يمنع مصنعوا أسطح الطبخ استخدام ورق الألومينيوم بالتماس مع سطح الطبخ بالتحريض.

لا يستخدم الألومنيوم والنحاس وحده مع طباخ التحريض بسبب خصائص هذه المواد المغناطيسية والكهربائية. الألومنيوم والنحاس أكثر ناقلية من الفولاذ والعمق السطحي لهذه المواد أكبر كونها مواد غير مغناطيسية. فالتيار يتدفق في طبقة أسمك من المعدن، ويواجه مقاومة أقل مما ينتج حرارة أقل. لذا فلن يعمل طباخ التحريض بكفائة مع هذه الأوعية.
الحرارة المتولد في الوعاء هي ناتجة عن مقاومة السطح. مقاومة أكبر للسطح تنتج حرارة أكبر من أجل تيارات متساوية. يمكن استخدام الجدول التالي لتقييم مناسبة المواد للاستخدام في التسخين بالتحريض. مقاومة السطح لمعدن سميك يتناسب مع المقاومة مقسومة على العمق السطحي. وعندما تكون السماكة أقل من العمق السطحي، يمكن استخدام السماكة الفعلية لحساب مقاومة السطح. بعض المواد الشائعة مذكورة في الجدول.
| المادة                | المقاومة (10−6 أوم-إنش) | النفاذية النسبية | العمق السطحي، إنش | مقاومة السطح، 10−3أوم/مربع (مواد سميكة) | مقاومة السطح، بالنسبة للنحاس |
| --------------------- | ----------------------- | ---------------- | ----------------- | --------------------------------------- | ---------------------------- |
| فولاذ الكربون 1010    | 9                       | 200              | 0.004             | 2.25                                    | 56.25                        |
| فولاذ مقاوم للصدأ 432 | 24.5                    | 200              | 0.007             | 3.5                                     | 87.5                         |
| فولاذ مقاوم للصدأ 304 | 29                      | 1                | 0.112             | 0.26                                    | 6.5                          |
| ألومنيوم              | 1.12                    | 1                | 0.022             | 0.051                                   | 1.28                         |
| نحاس                  | 0.68                    | 1                | 0.017             | 0.04                                    | 1                            |

يجب على المعدن أن يكون رقيقاً جداً بشكل غير عملي لنحصل على نفس مقاومة السطح لفولاذ الكربون؛ فمثلاً يجب أن يكون وعاء مصنوع من النحاس بسمك 1/56 من سمك وعاء فولاذ الكربون. بما أن العمق متناسب عكساً مع الجذر التربيعي للتردد، فهذا يعني أنه يجب استخدام ترددات أعلى بكثير (بضعة ميغا هرتز) للحصول على مكافئ للنحاس كما هو بالنسبة لوعاء من الحديد على تردد 24 كيلو هرتز. ولا يمكن الوصول لترددات عالية بهذا الشكل باستخدام شبه موصلات للطاقة رخيصة؛ في عام 1973 كان استخدام مقومات سيليكون متحكم بها محدوداً بأقل من 40 كيلو هرتز. حتى طبقة رقيقة من النحاس أسفل وعاء الطبخ الفولاذي يحمي الفولاذ من الحقل المغناطيسي ويجعله عديم النفع في طباخ التحريض. تنشأ حرارة إضافية بسبب التلاكؤات في الوعاء نتيجة طبيعته المغناطيسية الحديدية، لكن هذه تشكل ما نسبته أقل من عشرة بالمئة من الحرارة الكلية المتولدة.

### أنواع«لجميعالمعادن»
لقد أتاحت الأنواع الجديدة من أشباه الموصلات والتصاميم قليلة الفقد للملفات إمكانية تحقيق طباخ بالتحريض لجميع المعادن، لكن مكوناته الكهربائية ضخمة قليلاً.
طورت شركة باناسونيك في عام 2009 طباخاً إلكترونياً للمستهلك يستخدم حقل مغناطيسي ذو تردد أعلى، وتصميم مختلف لدارة المذبذب، للسماح باستخدام معادن لا حديدية.

## تاريخ

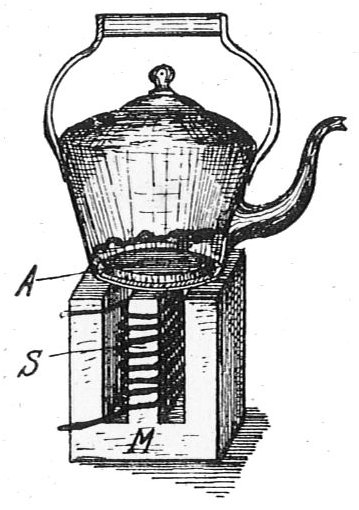
براءة اختراع لطباخ بالتسخين قديم في عام 1909 توضح مبدأ عمله. الملف S يحرض حقلاً مغناطيسياً في نواة المغناطيس M. ويمر الحقل المغناطيسي خلال أسفل الوعاء A، محرضاً التيارات الدوامية فيه. تخالف اسطح الطبخ الحديثة هذا المبدأ باستخدام تيار عالي التردد مولد اكترونياً.

يعود تاريخ أول براءات الاختراع إلى بدايات 1900. تم عرض مواقد توضيحية عن طريق قسم البرادات في جنيرال موتورز في أواسط الخمسينات في جولة استعراضية في أمريكا الشمالية. حيث تم عرض طباخ بالتحريض يسخن وعاءً من الماء مع جريدة وضعت بين الموقد والوعاءـ لاظهار الراحة والأمان. لم يوضع هذا الجهاز على كل حال قيد إنتاج مطلقاً.
تعود التطبيقات الحديثة في الولايات المتحدة الأمريكية إلى أوائل السبعينات، بفضل جهود مركز البحث والتطوير في شركة كهرباء ويستينغهاوس عرض هذا العمل للمرة الأولى للجمهور في عام 1971. حيث استخدم ترانزستورات طورت لأنظمة الإشعال الإلكترونية للسيارات لتولد تيار على تردد 25 كيلو هرتز.
قررت ويستينغهاوس إنتاج بضع مئات من هذه القطع لتطوير السوق. حيث سميت السطح البارد 2 (Cool Top 2 : CT2)، حيث تم التطوير عن طريق فريق بقيادة بل مورلاند وتيري مالاركي. حيث سعرت هذه القطع بـ 1500$، متضمنه مجموعة من أوعية الطبخ عالية الجودة والمصنوعة من طبقات من الفولاذ المقاوم للصدأ وفولاذ الكربون والألومينويم وطبقة أخرى من الفولاذ المقاو للصدأ (من الخارج للداخل).

ويستينغهاوس CT2 من عام 1973

تم الإنتاج من عام 1973 حتى 1975 ثم توقف فجأة مع بيع ويستينغهاوس لقسم منتجات المستهلك.
كان لـ CT2 أربع مناطق تسخين كل منها بطاقة 1600 واط، والسطح عبارة عن صفيحة من السيراميك الحراري محاطاً بحافة من الفولاذ المقاوم للصدأ، وعليها أربع زلاقات مغناطيسية لتعديل شدة الطاقة في المناطق الأربع. هذا التصميم الذي لا يحوي على ثقوب جعله مقاوماً للسكب، القسم الإلكتروني عبارة عن أربع نماذج متطابقة مبردة بالمراوح.
باعت شركة كينمور في أواسط الثمانينات سطح طبخ بالتحريض (رقم النموذج 103.9647910) يملك أربع مناطق تحريض، ويتميز بفرن تنظيف ذاتي ومؤقت إلكتروني وأزرار تحكم تعمل باللمس (سابقة لعصرها). وكانت هذه الوحدات أغلى من أسطح الطبخ القياسية.
في عام 2009 طورت باناسونيك طباخ تحريض لجميع المعادن، يستخدم تصميم مختلف للدارة وتردداً أعلى للسماح باستخدام أوعية طبخ غير حديدية. وكانت هذه الوحدات تعمل بطاقة أقل مقارنة مع الأوعية الحديدية.

## الاستخدام
قد يكون جهاز التحريض على شكل سطح مدمج أو جزءً من فرن أو وحدة مستقلة. الوحدات المدمجة والتي تكون جزء من الفرن لها عدة مناطق تسخين شبيهة بتلك في الموقد الغازي. أما الوحدات المستقلة فعادة ما تكون مفردة، أو أحباناً مزدوجة. تشترك هذه العناصر بأساسيات التصميم: مغناطيس كهربائي مثبت أسفل لوح من زجاج سيراميكي سهل التنظيف. يوضع الوعاء فوق لوح الزجاج السيراميكي ويبدأ يسخن مع محتوياته.
بعض أنواع طباخات الرز في اليابان تعمل بالتحريض. في هونغ كونغ، تضع شركات الطاقة قائمة بالأنواع. سبق المصنعون الآسيويون غيرهم بإنتاج أسطح تسخين بالتحريض رخيصة ذات منطقة تسخين واحدة. كفائتها وهدرها للقليل من الحرارة من أهم ميزات التي شجعت استخدامها في المدن ذات الكثافة السكانية العالية، والمساحات المحدودة لكل عائلة كما هو الوضع في العديد من المدن الآسيوية. تستخدم هذه الطباخات بشكل أقل في أماكن أخرى من العالم.
يمكن استعمال سخانات التحريض في مطابخ المطاعم التجارية. حيث يوفر الطبخ بالكهرباء تكاليف تمديدات الغاز الطبيعي وفي بعض المناطق قد يسمح بتركيب معدات تهوية وإطفاء حريق أبسط. مشكلتها في الاستخدام التجاري تكمن في احتمال كسر لوح الزجاج أعلى الفرن، والكلفة الأولية العالية والحاجة إلى شراء أوعية مغناطيسية.

## الفوائد

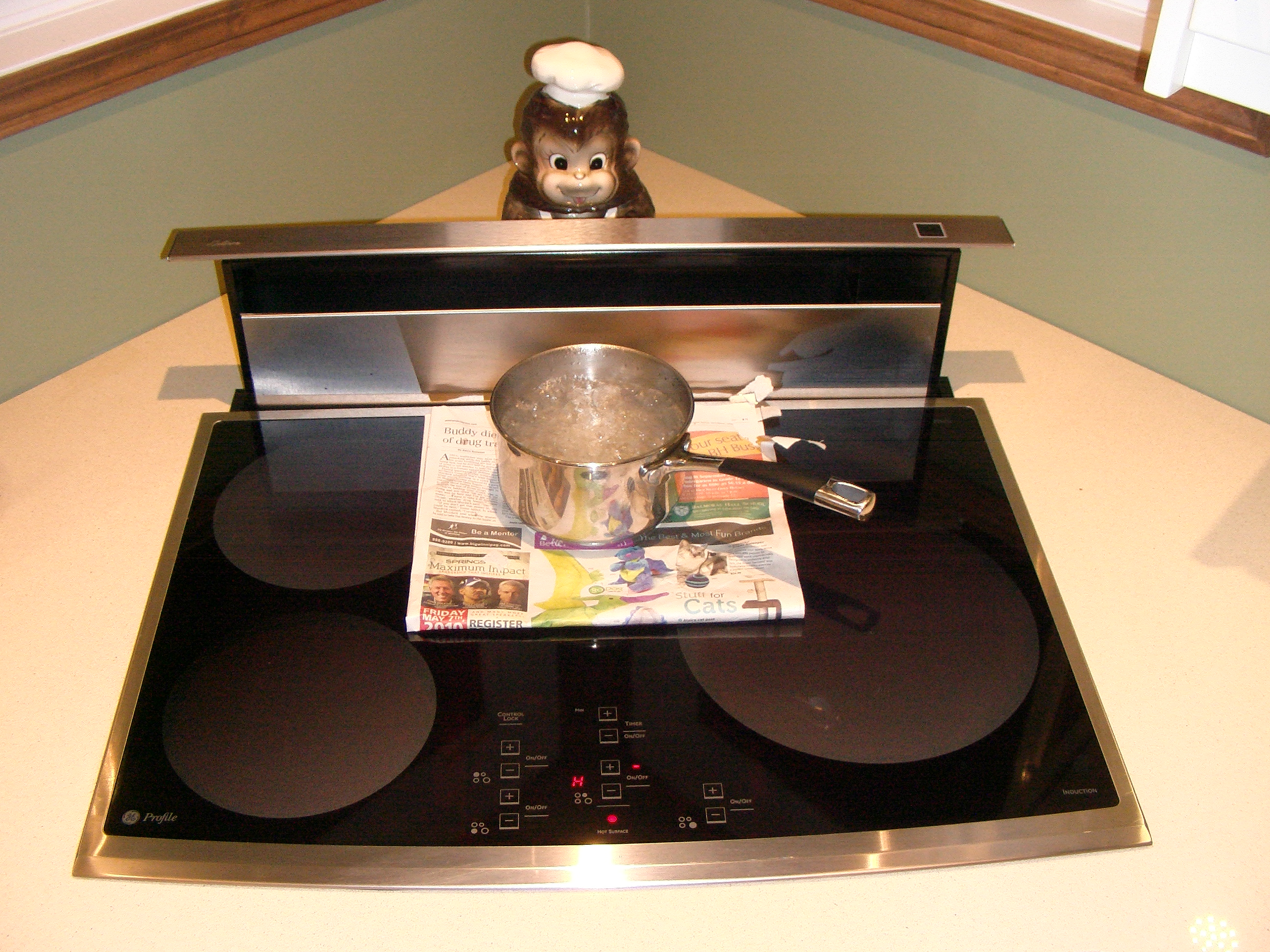
سطح طبخ بالتحريض يغلي الماء خلال عدة سماكات من ورق الطباعة، الورق لم يتضرر كون الحرارة تنشأ في أسفل الوعاء

هذا النوع من الطبخ عديم اللهب له فوائد حتمية مقارنة بطباخات لهب الغاز التقليدي والكهربائية، كونها تؤمن تسخيناً سريعاً وكفاءة حرارية أفضل، وكثافة حرارية عالية، مع تحكم دقيق كما هو في الغاز. يكون استخدام سخان التحريض مثالياً في الحالات التي يكون فيها لوح التسخين خطراً أو غير قانوني، كونه لا يولد حرارة بذاته.
الكفائة العالية بنقل الحرارة إلى وعاء التسخين يجعل تسخين الطعام على سطح التسخين بالتحريض أسرع منه على السطوح الكهربائية الأخرى. بسبب كفائته العالية فإن أداء وحدة التسخين بالتحريض تضاهي وحدة التسخين بالغاز التقليدية، بالرغم من أن الأخيرة تملك دخل طاقة أكبر بكثير.
طباخات التحريض أكثر أمناً من الطباخات التقليدية نظراً لعدم وجود شعلة لهب مفتوحة. السطح تحت الوعاء ليس أكثر حرارة من الوعاء نفسه، فالوعاء هو من يولد الحرارة. نظام التحكم يطفئ الجهاز عندما لا يكون الوعاء موجوداً أو ليس كبيراً بما يكفي. وتنظيف طباخات التحريض أسهل بسبب أن سطح الطبخ مسطح وأملس، بالرغم من أن فيه عدة مناطق تسخين. وبما أن سطح الطباخ لا يسخن مباشرة فإن الطعام المسكوب على السطح لا يحترق.
بما أن الحرارة تولد عن طريق تيار كهربائي محرض، فيمكن للجهاز أن يتحقق من وجود الوعاء (وفيم إذا تبخرت محتوياته أو جفت) عن طريق مراقبة كمية الطاقة الممتصة.هذا يتيح وظائف إضافية؛ كإبقاء الوعاء يغلي بالحد الأدنى وإطفاء الجهاز آلياً عند رفع الوعاء من فوقه.

## المحدوديات
يجب أن تكون أدوات الطبخ متوافقة مع التسخين بالتحريض؛ الزجاج والسيراميك عديم الفائدة لمعظم أنواع الطباخات، وكذلك النحاس السميك والألومنيوم السميك. يجب أن تكون الأوعية مسطحة القاعدة حيث أن الحقل المغناطيسي يتناقص بسرعة عند الابتعاد عن السطح. (يوجد أنوع خاصة ومكلفة ذات سطح على شكل زبدية لتسخين الأوعية ذات نفس الشكل)
أقراص التحريض هي طبق معدني كالمقلاة من دون حواف يسخن الأوعية غير المعدنية عن طريق الاتصال، لكن هذا يضحي بكثير من الطاقة وكفائة التسخين بالاستخدام المباشر لأوعية متوافقة مع التحريض. أيضاً، فطباخات التحريض الرخيصة تنظم نقل الطاقة عن طريق إطفاء الحقل وتشغيله لفترات محددة، كما تفعل معظم أفران المايكروويف. إذا استخدم وعاء ذو قاعدة رفيعة، سيغلي السائل الذي تحتويه بشكل متقطع. هذا لا يحدث في الأوعية ذات القواعد الأسمك أو مع طباخات التحريض الأفضل.
يحذر المصنعون الزبائن من أن السطح الزجاجي السيراميكي العلوي يمكن أن يتضرر بالصدمات، رغم أن أسطح الطبخ تحقق معايير سلامة بالحد الأدنى بخصوص الصدمات. قد يذوب ورق الألومينوم على السطح ويسبب له أذى دائم. كذلك الضرر بالصدمات يتعلق بتحريك المقلاة على سطح الطبخ، والتي ينصح المستخدمون ألا يقوموا بذلك. ويمكن أن يحدد المصنع أقصى قياس مسموح به للمقلاة كما هو الحال في أسطح الطبخ السيراميكية الكهربائية الأخرى.
يتولد قدر ضئيل من الضجيج بسبب مروحة التبريد الداخلية. يمكن أن يسمع أصوات (همهمة أو طنين) صادرة عن أوعية الطبخ المعرضة لحقل مغناطيسي عالي، وخاصة على الطاقة العالية إن كان للوعاء أجزاء مهلهلة؛ بينما لا تصدر أوعية الطبخ ذات النوعية الأفضل مع طبقات ملبسة وملحومة ومع مسامسر برشام هذا النوع من الأصوات. قد يكتشف بعض المستخدمون صوت صفير أو أنين من الوعاء أو من الأجهزة الإلكترونية. ينصح الأشخاص الذين قاموا بزرع أجهزة تنظيم نبضات قلب اصطناعية أو غيرها من المعدات الطبية الإلكترونية بتجنب الحقول المغناطيسية؛ تشير المطبوعات الطبية إلى أن الاقتراب من أسطح الطبخ بالتحريض آمن، لكن يجب عليهم دائماً استشارة أطباء القلب الخاصين بهم قبل ذلك. قد تلتقط مستقبلات الراديو الموجودة قرب الطباخ بعض التشويش الكهرومغناطيسي.
لن يعمل موقد التحريض (أو أي موقد كهربائي) عند انقطاع الكهرباء. بينما لا تحتاج مواقد الغاز القديمة إلى كهرباء لتشغيلها؛ لكن المواقد الحديثة ذات المشغلات الكهربائية ستحتاج إلى وسيلة إشعال خارجية (كالكبريت) خلال قطع الكهرباء.

## الكفائة والأثر البيئي
حسب وزارة الطاقة الأمريكية، فإن كفائة نقل الطاقة في طباخ التحريض هي 84%، مقابل 74% للسخانات الكهربائية ذات السطح الأملس دون تحريض.
الكفائة الطاقية هي النسبة بين الطاقة الواصلة للطعام والطاقة المستهلكة من الطباخ. مقاسة من جهة المستهلك. الكفائة الطاقية لطباخات الغاز هي حوالي 40% ويمكن زيادتها باستخدام أوعية خاصة جداً، لذا سنستخدم قيمة الكفائة لدى وزاة الطاقة الأمريكية.
لمقارنة استهلاك الطاقة لأنواع مختلفة، كالكهرباء والغاز، فإن وكالة حماية البيئة الأمريكية تستخدم مصطلح طاقة المصدر، وهي طاقة الوقود الخام المستهلك لإنتاج الطاقة كما وصلت للموقع. يتم التحويل لطاقة المصدر بضرب طاقة الموقع بمعامل مصدر-موقع ملائم. وتصرح الوزارة بأنه «من العادل استخدام معاملات موحدة على المستوى الوطني». تبلغ قيمة هذه المعاملات 3.34 للكهرباء التي يتم شراؤها من الشبكة الكهربائية، و 1.0 للطاقة الشمسية المحلية (في موقع الاستهلاك) و 1.047 للغاز الطبيعي. الرقم الخاص بالغاز الطبيعي أكبر بقليل من 1 وذلك بسبب ضياعات التوزيع. الكفائة الطاقية المذكورة سابقاً (84% للتحريض و 40% للغاز) هي من ناحية طاقة الموقع من مقياس المستهلك. الكفائات (حسب المتوسط الأمريكي) عند إعادة حسابها بالنسبة لطاقة وقود المصدر تبلغ 25% لأسطح الطبخ بالتحريض باستخدام الكهرباء التي يتم شراؤها من الشبكة الكهربائية و 84% لأسطح الطبخ بالتحريض باستخدام الطاقة الشمسية المحلية و 38% لمواقد الغاز.
لم تصبح معاملات المصدر-الموقع رسمية بعد في أوروبا الغربية. الأرقام غير الرسمية لمعاملات الموصد-الموقع هي 2.2 للكهرباء و 1.0 للطاقة الشمسية المحلية و 1.02 للغاز الطبيعي مما يعطي كفائات كلية (حسب المصدر) قيمتها 38% و 84% لطباخات التحريض المعتمدة على الكهرباء (حسب مصدر الكهرباء) و 39% لمواقد الغاز.
يجب تعديل هذه الأرقام المؤقتة التي تعطي كفائة أعلى لمواقد الغاز المسموح بها في أوروبا، بسبب الحدود الأقل صرامة على انبعاثات غاز أحادي أكسيد الكربون في الموقد. تختلف المعايير الأمريكية والأوروبية في شروط الاختبار. حيث تسمح المواصفات القياسية الأمريكية ANSI Z21.1 بتراكيز أقل من أحادي أكسيد الكربون (0.08%)، مقارنة مع (0.2%) في المعايير الأوروبية EN 30-1-1.
الكفائة الدنيا لمواقد الغاز المطلوبة في أوروبا في المعايير EN 30-2-1 هي 52%، وهي أكبر من الكفائة الوسطيو المقاسة من قبل وزارة الطاقة الأمريكية. والسبب بشكل أساسي يعدو إلى حد انبعاثات أحادي أكسيد الكربون الضعيف في أوروبا، مما يسمح بمواقد أعلى كفائة، ولكن أيضاً بسبب الطرق المختلفة التي يجري بها قياس الكفائة.
طالما أن الكهرباء المحلية تؤدي إلى انبعاث أقل من 435 غرام من ثاني أكسيد الكربون لكل كيلو واط ساعي، فإن تأثير الدفيئة لطباخ التحريض سيكون أقل منه في طباخ الغاز. يأتي هذا المكسب من الكفائة النسبية (84% و 40%) للسطحين ومن معامل الانبعاثات القياسية 200 (±5) غرام لكل كيلو واط ساعي، والناتج عن احتراق الغاز الطبيعي بقيمته الحرارية الصافية (المنخفضة).
يمكن أن تكون كفائة واقد الغاز أقل إن تم أخذ توليد حرارة ضائعة بعين الاعتبار. خاصة في المطاعم حيث يزيد موقد الغاز حرارة الجو بشكل ملحوظ. مما قد يتطلب تبريد إضافي وتهوية موجهة ولتنظيم حرارة المناطق الساخنة دون أن تبريد المناطق الأخرى بشكل زائد. وتختلف التكاليف بشكل كبير حسب اختلافات الحرارة ومخطط المكان وانفتاحه وجدول توليد الحرارة. وإذا تم حساب الحرارة الضائعة والتهوية فقد تتفوق كفائة طباخات التحريض باستخدام كهرباء من الشبكة على الغاز.

## روابط خارجية
- Technical Support Document for Residential Cooking Products
- Video نسخة محفوظة 19 يوليو 2014 على موقع واي باك مشين. demonstrating how an induction cook top works